# Прибрежная песчанка
Прибрежная песчанка (лат. Gerbillus simoni) — вид грызунов семейства мышиных (Muridae).

## Систематика
Вид был описан Фернаном Латастом из Алжира. Долгое время вид рассматривали в составе рода Dipodillus, но в 2010 году после проведения молекулярных исследований этот род признан подродом Gerbillus. Некоторые систематики вид разделяют на два подвида и, кроме номинативного, выделяют Gerbillus simoni kaiseri Setzer, 1958. Наиболее близким видом считают Gerbillus dasyurus.

## Описание
Длиной тела 7—10 см. Верх тела охристый или песочно-бурый. Хвост относительно короткий 6—9 см без удлинённых волос на конце. В диплоидном наборе 30 пар хромосом.

## Экология
Населяет богатые травянистой растительностью степи, пахотные земли, залежные поля, растительные склоны и травянистые долины. Предпочитает местообитания с глинистой или суглинистой почвой, иногда встречается в прибрежных пустынях. Ведёт ночной образ жизни. Питается членистоногими и семенами растений. В лабораторных условиях самки рождали от 4 до 6 детёнышей. Беременность длится около 20 суток.

## Распространение
Вид встречается на территории Алжира, Египта, Ливии, Марокко, Туниса.